# Волжский торговый путь

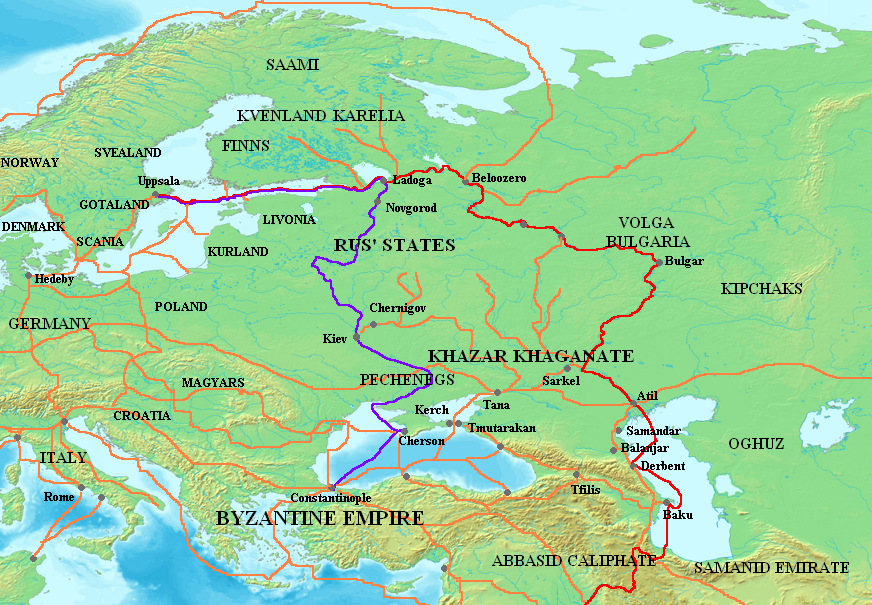
Речные пути Древней Руси: волжский путь отмечен красным, днепровский — фиолетовым

Волжский, или Волго-Балтийский торговый путь — самый ранний из трёх великих речных путей Древней Руси, соединявших Скандинавию с Халифатом в раннем Средневековье.
Создан выходцами из Скандинавии при участии местных племён; сыграл ключевую роль в усилении социальной стратификации и последующем формировании государственных или предгосударственных структур раннего Русского государства.
Судя по находкам дирхемов, сложился ранее днепровского и заволоцкого путей, но и своё международное значение стал утрачивать раньше остальных — ещё до начала крестовых походов. В период своего расцвета во второй половине IX века Волжский торговый путь обеспечивал экономическое благосостояние трёх государственных образований — Руси в верховьях, Волжской Булгарии в средней части и Хазарского каганата в низовьях Волги.

## История
Для возникновения и развития «вторичных» государственных образований, к числу которых принадлежали и Древнерусское, и германские и древнескандинавские государства, возникшие в условиях контактов с уже сложившимися государствами, имели значение как внутренние предпосылки, создаваемые производящим хозяйством и ведущие к стратификации общества, так и внешние факторы — военная деятельность, торговля и др. В то же время возникновение «северной конфедерации племён», возглавляемой нобилитетом входивших в её состав племён и непосредственно предшествовавшей Древнерусскому государству, ни одним из исследователей не связывается успехами экономического развития региона. Производящее хозяйство было принесено сюда лишь в ходе славянской колонизации, незадолго до времени существования «конфедерации». Природные особенности региона, климат, сильная лесистость, незначительное количество плодородных почв не способствовали интенсивному росту земледелия. Лишь в середине VIII века на Волхове возникает небольшое поселение Ладога, которое в первой половине IX века становится предгородским поселением торгово-ремесленного характера численностью несколько десятков человек. Северо-западный регион переживает более интенсивное развитие начиная с середины — конца VIII века.
Единственным крупномасштабным явлением в данном регионе, синхронным названному процессу, было формирование торгового пути, соединившего Балтику с Поволжьем, Булгарией, Хазарией и Арабским халифатом через Неву, Ладогу и Волгу, что прослеживается прежде всего по распространению арабского серебра. Балтийско-Волжский торговый путь возник как продолжение на восток сложившейся к середине 1-го тысячелетия н. э. системы торговых коммуникаций, связывавшей центральноевропейский, североморский и балтийский регионы. К VI—VII векам балтийский участок пути достиг Свеаланда. К середине VIII века этот торговый маршрут уже оканчивался Ладогой. Возникновение на протяжении IX века на территории до Волги торгово-ремесленных поселений и военных стоянок, где повсеместно фиксируется скандинавский этнический компонент, свидетельствует о продлении торгового маршрута и его выходе к Булгарии. Поселения IX века, носящие в археологи названия «Рюриково» Городище, Крутик у Белоозера, Сарское городище, позднее — древнейшие поселения во Пскове, Холопий городок на Волхове, Петровское, Тимерёво и др. — располагались на торговой магистрали или её ответвлениях. Рядом исследователей отмечались роль Балтийско-Волжского пути как трансъевропейской магистрали и его значение для экономического развития Восточной Европы и Скандинавии. Вдоль торговой магистрали вырастали поселения, обслуживавшие торговцев, пункты, контролировавшие опасные участки пути, возникали места для торговли с местным населением (ярмарки). Местные товары включали пушного зверя и продукты лесных промыслов, мёд, воск и др. Окружающая территория вовлекалась в торговлю и обслуживание торгового маршрута, племенная знать контролировала эту деятельность, в результате чего возрастала социальная стратификация. Потребность в местных товарах для их реализации в торговых пунктах усиливала роль даней. Увеличение объёма собираемых даней имело следствием усложнение потестарных структур и усиление центральной власти. О важном значении торговли в этом регионе свидетельствовали арабские авторы X века в известиях, восходящих к источникам IX века (Ибн Руста, автор «Худуд ал-Алам», ал-Истахри, Ибн Хаукаль, ал-Факих и др.).

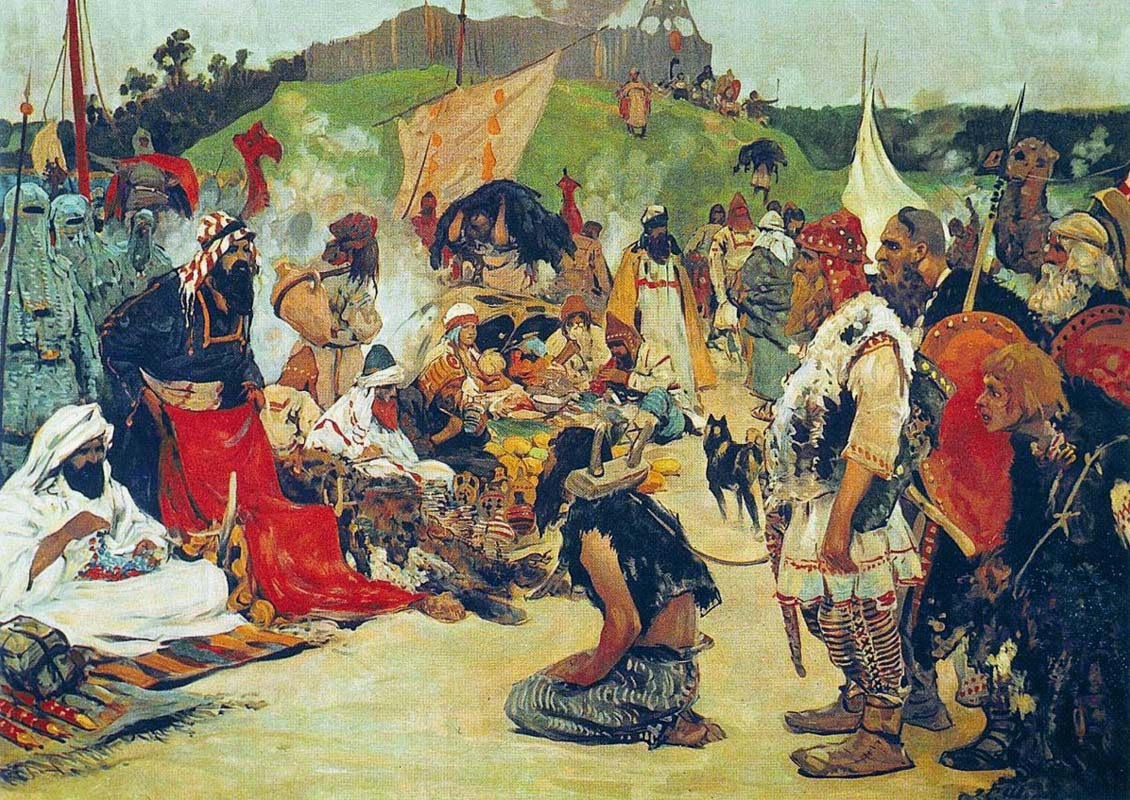
Картина С. В. Иванова
«Торг в стране восточных славян».

В «первый период обращения дирхема» (конец VIII — первая треть IX веков) ильменскими словенами было основано Рюриково Городище (предшественник Новгорода) и захвачена построенная варягами и перестроена Старая Ладога, ставшие важными пунктами на торговом пути между Балтикой и Каспием. В этот период арабские монеты поступали вверх по Оке, Клязьме и Нерли (приток Клязьмы), затем вниз по Нерли (приток Волги) в верхнюю Волгу, далее на Балтику двумя основными путями:
- через озеро Ильмень, Волхов, Ладожское озеро и Неву. Для связи между Новгородом и «низовыми землями» использовались несколько путей через озеро Селигер или более северный путь через реку Мсту, все выводящие на Торжок и далее вниз по реке Тверце в Волгу;
- в верхний Днепр и вниз по Западной Двине (Западнодвинский торговый путь).

По мнению археолога В. И. Равдоникаса один из вариантов Волжско-Балтийского пути (из варяг в арабы) проходил по реке Сяси, Воложбе, волока до реки Чагоды, принадлежащей к волжскому бассейну, Чагодоще, Мологе и Волге до города Булгар. Мачинский и Кулешов считают, что торговый путь с территории современной Швеции через Приладожье в приуральское Прикамье и Поволжье интенсивно функционировал во второй половине IV века — первой половине VI века.
Из 16 кладов восточных монет первого периода в балтийском регионе 12 обнаружены в полосе «Померания-Мекленбург-Пруссия» и только 4 на острове Готланд и в материковой части Швеции. Согласно исследованиям Т. Нунена, во второй половине IX века количество кладов восточных монет на Готланде и в Швеции возросло в 8 раз по сравнению с первой половиной IX века, что свидетельствует об установлении и стабильном функционировании торгового пути из Северной Руси в Скандинавию.
Вниз по Волге до Волжской Булгарии сплавлялись такие северные товары, как меха, мёд и рабы. Места крупнейших скандинавских поселений на Верхней Волге ныне отмечают Сарское городище и Тимерёвские курганы. Впрочем, население в обоих пунктах было смешанным, заключая в себе значительный славянский и мерянский компонент (подробнее смотри Арсания).
Если к северу от Булгарии основными торговыми агентами в IX—X веках выступали варяги, то на Нижней Волге основной политической и экономической силой выступала Хазария. На Волге стоял крупнейший город государства — Итиль. Нижнее течение Дона защищала мощная крепость Саркел.

## Связи с морскими бассейнами

### Балтийское море

#### Волхов
В 1133 году новгородец Иванко Павлович предпринял попытку соединить Волгу непрерывным водным путём с Великим Новгородом. На месте впадения реки в озеро Стерж он начал рыть канал («рыти реку») в сторону Полы, притока Ловати, которая в свою очередь впадает в озеро Ильмень. В честь этого события был воздвигнут Стерженский крест. В XIV веке велись безуспешные работы по устройству канала, связывающего Тверское княжество с Новгородской республикой, по трассе: Волга — река Селижаровка — озеро Селигер — канал — река Щебереха — река Пола — Ловать — озеро Ильмень.

#### Западная Двина
Одной из сильнейших и длительных мотиваций контактов между данными речными бассейнами было наличие на верхней Волге почти неисчерпаемых запасов высококачественного кремня, привлекавшего как сырьё людей из очень отдалённых территорий, и, напротив, поставки из Прибалтики янтаря и украшений из него. Наиболее значимым волоком двинско-волжского водораздела представляется Верхнедвинский волок между истоком Западной Двины и побережьем озеро Соблаго. Последнее связано с Волгой через реку Соблажица, Орлинское озеро и реку Плотищенка. Исток Западной Двины отстоит от правого берега Волги у посёлка Пено (Тверская область) всего на 6—8 км. В данном районе выявлено более 200 археологических объектов разных эпох. Побережья обеих рек в 20—30 км от Верхнедвинского волока стали крупными центрами культуры: на Западной Двине это крепость и погост Дубно (нынешний Андреаполь), а в верховьях Волги — древнерусский город Селук (ныне село Вселуки). Н. П. Загоскин считал перспективным путь между реками по маршруту Западная Двина — река Межа — река Обша — волок выше города Белый — река Лосмина — река Вазуза — Волга. 
Однако учёные утверждают, что создание искусственного водного пути между бассейнами Западной Двины и Волги невозможно. Поэтому более вероятна связь бассейнов рек по следующей комбинации, которую Н. П. Загоскин называл «магистральной»: Западная Двина — волок — река Днепр — река Осьма — волок — река Угра — река Ока — Волга. Результаты раскопок Троицкого городища (возле дер. Троица Можайского района Московской области) дьяковской культуры показывают наличие прямых связей верхнего Поволжья с верховьями Западной Двины и Днепра уже в период раннего железного века.
Согласно В. П. Даркевичу, роль западнодвинской артерии возрастает в X веке, о чём свидетельствует скопление кладов под Полоцком. Река стала транзитным путём в Скандинавию, по которому с Востока поступали дирхемы, стеклянные бусы, раковины каури. Наибольший ввоз раковин каури на территорию современной Латвии наблюдается в XII—XIII веках.

### Белое море

#### Северная Двина
При Иване Грозном, после установления торговых связей с Англией по результатам плавания Р. Ченслора, был вырыт канал шириной 20 м, который связывал Волгу (через реку Шексну и Белое озеро) с бассейном Белого моря (через реки Сухону и Северную Двину). В то же время утверждается, что информация о постройке канала не подтверждена первоисточниками.

### Чёрное море

#### Днепр
Древнейшим маршрутом из Днепра в Волгу Н. П. Загоскин считал волок из верховьев Днепра (выше города Дорогобуж) в реку Лосмину, после чего спуск по ней в Вазузу, впадающую в Волгу возле города Зубцов.
Участок Волжского торгового пути между волоком из Дона и Каспием использовался и русскими купцами, приходившими сюда из нижнего Днепра, по сведениям арабских географов Ибн Хордадбеха, Ибн Русте и Ибн Фадлана, прошедшего вверх по Волге вплоть до Булгарии в 921—922 годах. Достигнув Каспийского моря, купцы высаживались на его южных берегах и на верблюдах отправлялись дальше в Багдад, Балх и Мавераннахр. Автор «Книги путей и стран» Ибн Хордадбех (IX век) сообщал, что в его время купцы-рахдониты доходили «до кочевий тогуз-гузов, а затем и до Китая». В середине X века византийский император Константин Багрянородный в его трактате «Об управлении империей» сообщал, что через Перекоп существовал древний канал, позволявший купцам попадать от устья Днепра в Азовское море, не обходя с юга Крым, «но с течением времени канал засыпался и обратился в густой лес».
С конца IX века Русь установила контроль над днепровским торговым путём в Чёрное море, в связи с чем основные политические центры сместились с севера на юго-запад Русской равнины (Киев, Чернигов, Смоленск-Гнёздово). Вокруг этой речной артерии сформировалось новое государственное образование — Древнерусское государство. После побед князя Святослава Игоревича над хазарами в 960-е годах Русь вновь получила доступ в Каспий в обход булгар, через Саркел и волго-донский волок.
По одной из версий (П. Г. Любомиров, Ю. В. Готье, П. И. Лященко, А. Д. Русаков, Р. Р. Фасмер), связь среднего Поднепровья с нижней Волгой осуществлялась через Северский Донец. Янин В. Л. опровергает эту теорию на основании предельной скудости археологических подтверждений её как на Донце, так и на нижней Волге. Исследователь считает, что «на протяжении всего периода восточной торговли с конца VIII века до начала XI века единственными воротами, через которые шла торговля Руси с Востоком, фактически был Булгар», но основная связь между Волгой и средним Поднепровьем была между ним и Киевом по водному маршруту «Волга — Ока — Сейм — Десна — Днепр».
Вместе с тем существовала и сухопутная дорога между Булгаром и Киевом (Джейхани, начало X века), проходящая по границе со степью, имевшая протяжённость около 1400 км и оснащённая 20 «станциями».

#### Дон
Связь Волги и Дона осуществлялась через волгодонскую переволоку.

## Судоходство
В допетровское время по Волге плавали плоскодонные суда. Самым большим из них был дощаник, меньше него были насады и струги, ещё меньше кладные лодки, затем неводник, а меньше последнего — плавная лодка, однодеревка и ботник. Плавание вверх по реке было затруднительно: гребцы могли управлять судами только при попутном ветре, а при встречном выходили с рабочими на берег и тянули суда лямкой (бурлаки), проплывая не более 14 вёрст в день.

## Значение
Торговля со странами Востока была очень выгодной для Руси. Пряности, шёлк и некоторые другие товары можно было приобрести только здесь. Кроме того в X веке Русь становится посредником между Востоком и странами Европы, так как прямая торговля между ними была практически невозможна из-за кочевых племён, преграждавших им путь. Французский поэт того времени, воспевая красавицу, говорил, что она одета в одежду из «русского шёлка». Но на Руси в то время не умели делать шёлк, так что это, конечно же, русский транзит. Лишь крестовыми походами в XI—XII веках Европа пробила себе прямой путь на Восток. До этого Русь являлась одним из главных поставщиков восточных товаров в Европу.

## В искусстве и кино
- Тринадцатый воин — голливудский фильм, действие которого начинается вдоль Волжского торгового пути.